# Crist
Cristóbal Reinoso (Santa Fe, 14 de febrero de 1946), más conocido como Crist es un dibujante e historietista argentino. Actualmente reside en Córdoba. Está casado con María del Carmen Garay.

## Biografía
Publicó su primer trabajo en La Opinión Deportiva de su ciudad natal.
A los 20 años se mudó a la ciudad de Córdoba y al año siguiente se radicó en esa ciudad definitivamente.
Realizó la gráfica de la obra de teatro Bichoscopio (1970) de Laura Devetach. 
Realizó ilustraciones para libros infantiles de Editorial Colihue y colaboró con la revista Piedra Libre del Centro de Investigación y Difusión de Literatura Infantil y Juvenil.
Publicó en la revista Rico Tipo(1967) y luego en Patoruzú, Gente, Satiricón, Hortensia donde publicó García y la máquina de hacer pájaros (Charly García sacaría de allí el nombre para su banda), Superhumor, Humor, Fierro.
Desde el 7 de marzo de 1973 publica en la contratapa del Diario Clarín de Buenos Aires. Allí, compartiría desde entonces cartel con figuras de la talla de Caloi, Roberto Fontanarrosa, Horacio Altuna, Carlos Trillo, Aldo Rivero, Ian, Felipe Miguel Ángel Dobal, Tabaré, Jorge Guinzburg, Carlos Abrevaya, Alberto Contreras, Viuti, Fernando Sendra y Alberto Bróccoli, entre otros.
En el año 2008, en el marco de la muestra "Patoruzú: una revista, una época", realizada por el Museo del Dibujo y la Ilustración en el Museo Eduardo Sívori de Buenos Aires, se exhibieron ilustraciones realizadas por Crist para esta revista.
En 2009 participó con un original realizado para el Libro de Oro de Patoruzú; en la muestra "Bicentenario: 200 años de Humor Gráfico" que el Museo del Dibujo y la Ilustración realizó en el Museo Eduardo Sívori de Buenos Aires, homenajeando a los más importantes creadores del humor gráfico en Argentina a través de su historia.
En 2012 recibió el Diploma al Mérito de los Premios Konex como uno de los 5 mejores humoristas gráficos de la década en Argentina.

## Obra
- Compact-Crist, Ediciones de la Flor
- 230 después de Crist, Ediciones de la Flor
- ¿Quién es Crist?, Ediciones de la Flor
- Crist dos, Ediciones de la Flor
- La tintaesencia de Crist, Ediciones de la Flor
- Crística de la razón pura, Ediciones de la Flor
- Salvanos Crist, Ediciones de la Flor
- La pasión de Crist, Editorial Sudamericana
- Las historietas de Crist, Editorial La Duendes